# Xã Clyde, Quận Beadle, South Dakota
Xã Clyde (tiếng Anh: Clyde Township) là một xã thuộc quận Beadle, tiểu bang Nam Dakota, Hoa Kỳ. Năm 2010, dân số của xã này là 389 người.